# Huelga general en España de 1855
La huelga general de 1855, se considera la primera huelga general convocada en la historia de España, aunque estuvo circunscrita a Cataluña, ya que era el principal, y casi único, centro industrial español (mayoritariamente textil). Ocurrió durante el reinado de Isabel II concretamente con el gobierno de Baldomero Espartero en el Bienio Progresista.

## Contexto político
El triunfo de la revolución de 1854, iniciada el 30 de junio con el pronunciamiento del general Leopoldo O'Donnell -que recibió el apoyo de Francia y Gran Bretaña, a través de sus embajadas en Madrid- y culminada con una insurrección popular en las principales ciudades durante el mes siguiente, dio paso al Bienio Progresista (1854–1856) en el que se formó un nuevo gobierno bajo la presidencia del general Baldomero Espartero, líder del (Partido Progresista).
En Cataluña, a diferencia del resto de España, la Revolución de 1854 tuvo una importante participación obrera, y la noticia de la subida al poder del general Espartero fue recibida con gran regocijo entre las clases populares.

## Origen de la huelga
Los trabajadores inicialmente se habían movilizado contra el maquinismo en el llamado conflicto de las selfactinas (por la introducción de las selfactinas (del inglés self-acting, "de acción automática"), que mecanizaban una parte importante de trabajo del hilado.
Gracias a la nueva libertad adquirida tras la Revolución de 1854 y a la tolerancia del gobierno de Espartero se desarrollaron las asociaciones obreras, que llegaron a constituir treinta de ellas una Junta central. Pero el nuevo capitán general de Cataluña, el general Zapatero, acabó con la tolerancia e inició una política de represión del movimiento obrero.
El 30 de abril de 1855 el gobernador civil de Barcelona prohibió tanto los cierres de fábricas por los patronos como el «abandono colectivo del trabajo» por los obreros, y además estableció el requisito de la autorización gubernativa para que las asociaciones obreras pudieran seguir funcionando. Tres semanas más tarde, el 21 de mayo, una Real Orden sobre «libertad de contratación» anulaba lo conseguido por los trabajadores en los acuerdos del verano anterior. El 6 de junio era ejecutado José Barceló —«jefe de la Asociación de Hiladores de esta capital», según comunicó el capitán general al gobierno— al haber sido condenado como «instigador» de un crimen cometido en el Mas de Sant Jaume, cerca de Olesa, contando el tribunal con la única prueba de la declaración inesperada de uno de los autores del robo y del asesinato cuando estaba a la espera de ser ejecutado. El 21 de junio el capitán general Juan Zapatero —que fue conocido como «general cuatro tiros»— dio el paso definitivo en la ofensiva contra de las asociaciones obreras promulgando un bando en que quedaban prohibidas. Uno de los falsos argumentos que utilizó fue la supuesta connivencia de las sociedades obreras con las partidas carlistas que actuaban en el norte de Cataluña —asimismo encarceló y deportó a muchos dirigentes obreros y republicanos para «acabar con las huelgas y con el problema obrero»—. La orden de Zapatero también ponía bajo el control militar todas las asociaciones de socorros mutuos permitidas y asimismo sometía a la ley marcial a «todo el que directa o indirectamente se propasase a coartar la voluntad de otro para que abra sus fábricas o concurra trabajar en ellas, si no accede a las exigencias que colectivamente se pretenda imponer». Once días después se declaraba en Barcelona la primera huelga general de la historia de España. Como dijo el delegado obrero Juan Alsina meses más tarde: «Si Zapatero no hubiese dado la orden de prohibir las asociaciones, la clase obrera hubiera permanecido tranquila en sus talleres aguardando el fallo de la exposición que con fecha del 11 de mayo de 1855 había elevado al Gobierno pidiendo remedio a sus males».

## Desarrollo
La huelga comenzó a la hora del almuerzo del 2 de julio, cuando los obreros de Barcelona, Gracia, Badalona, Sants y otras localidades de la periferia e Igualada abandonaron las fábricas. En Sants murió de un disparo el presidente de la organización patronal y diputado a Cortes, José Sol y Padrís. Esa misma tarde el capitán general Zapatero hacía pública la siguiente proclama:

En el día de hoy, y de un modo incalificable, he visto que se han suspendido todos los trabajos de las fábricas, cediendo los obreros a las sugestiones de mala índole, pues me consta que muchos o la generalidad de ellos están contentos con los precios que les proporciona su honrosa ocupación… Malévola y pérfidamente se ha intentado persuadir a los honrados obreros, que por mi autoridad iban a disolverse las asociaciones filantrópicas y de respetable objeto… Se ha prohibido la continuación de las que no tienen esos requisitos, de las que se hallan fuera de la ley, y las que llevan un fin reprobado y viene a ser causa de que se subvierta el orden…

Por su parte, el Ayuntamiento de Barcelona exhortó a los obreros a no dejarse engañar por «pérfidos instigadores que detestan la causa liberal y al Ilustre Duque de la Victoria». A este llamamiento se sumó la Diputación de Barcelona. El obispo de Vic habló de la resignación y del sufrimiento que serán recompensados en la «vida venidera»:

Os conjuramos por las entrañas de nuestro Señor Jesucristo que abandonéis esa actitud que tanta zozobra y alarma causan a vuestras autoridades y a todos vuestros conciudadanos; que volváis al trabajo, que volváis a vuestros talleres en donde con el horado trabajo de vuestras manos podáis ganar el sustento de vuestras familias... Si en vuestra vida laboriosa tenéis que sujetaros a algunas privaciones, la religión nos enseña la resignación y el sufrimiento, la religión nos consuela, prometiéndonos más abundantes felicidades para una vida venidera, cuanto mayores hayan sido las privaciones en la presente.

Pero estos llamamientos no surtieron efecto y la huelga continuó bajo el lema escrito en una banderola: «¡Viva Espartero! Asociación o muerte. Pan y trabajo». El 3 de julio se había extendido a Vic, Roda y San Hipólito de Voltregá y ese mismo día una gran manifestación se había dirigido hasta el ayuntamiento de Barcelona para exigir la entrega de una bandera roja que había sido requisada el día anterior por un policía municipal. «A las diez de la noche les fue entregada la bandera y la manifestación se disolvió entre cantos y aclamaciones».
El 5 de julio, partieron hacia Madrid dos comisiones para entrevistarse con el presidente del gobierno, el general Espartero, al que iban a pedir el reconocimiento del derecho de asociación, la jornada de diez horas y la constitución de un jurado integrado por obreros y patronos. Espartero los recibió fríamente diciendo a «los hijos del pueblo, mis predilectos» que sus reivindicaciones serían atendidas si ponían fin a la huelga. El 8 de julio, Barcelona comenzó a recobrar la normalidad, al abrir parte del comercio y reanudarse el trabajo en oficinas y juzgados. Para entonces, la represión ya había comenzado: la fragata «Julia» partió hacia La Habana con setenta obreros detenidos a bordo. El 9 de julio hubo manifestaciones en las Ramblas y unidades del Ejército tomaron posiciones en los barrios obreros. Las fábricas abrieron; pero casi ningún obrero se reincorporó al trabajo. La prensa liberal y conservadora atacó a los huelguistas y sólo el periódico de los demócratas La Soberanía Nacional defendió sus reivindicaciones, especialmente por medio de una serie de artículos escritos por Sixto Cámara.
Entonces llegó a Barcelona el coronel Saravia, enviado del general Espartero, que mantenía el apoyo de las clases populares. Llevaba un mensaje para los obreros en huelga que comenzaba así: «He sabido con el más profundo sentimiento que algunos obreros extraviados por los encubiertos enemigos de la libertad y del orden público invocan mi nombre, al mismo tiempo que desconocen mi autoridad». El coronel Sarabia consiguió finalmente que se pusiera fin a la huelga el 11 de julio haciéndoles vagas promesas —en el mensaje el general Espartero les pedía que confiasen en él, que era «un hijo del pueblo que nunca ha engañado al pueblo»— y constituyendo un jurado mixto. «Sarabia en su despacho al Gobierno, se jactaba de que el principio de autoridad salía indemne, de que los presos cumplirían sus penas y de no haber hecho concesiones».
Los obreros catalanes recibieron muestras de solidaridad por parte de los obreros de Madrid —el mensaje fue publicado en El Eco de la Clase Obrera del 26 de agosto de 1855— y de Sevilla —.

### El artículo del diarioLa Corona de Aragóndel 4 de julio de 1855
En el diario liberal barcelonés La Corona de Aragón, en su edición del 4 de julio de 1855, fue publicado el siguiente artículo:

La zozobra, la inquietud, el malestar, la discordia y la desconfianza se han hospedado por fin en Barcelona, en la bella Barcelona.
En un día y a una hora dada han cesado los trabajos en todas las fábricas de Cataluña, y cien mil hombres se han lanzado a la calle pidiendo 'pan y trabajo' y gritando 'asociación o muerte'.
Al estado a que han llegado ya las cosas, antes de que una colisión venga a sembrar el luto y el dolor en las familias, ya no hay que volver la vista atrás, sino tomar la cuestión en el punto en que se halla, y con la leal protesta de los mejores y más sinceros deseos, decir lo que creemos oportuno para poner en práctica y para terminar esa situación triste y angustiosa, tanto más angustiosa y triste cuando los carlistas enarbolan decididamente su negra bandera y escogen por campo de batalla las llanuras y montañas del antiguo Principado.
¿Qué es lo que piden esas inmensas masas de trabajadores que pueblan nuestras calles, sin manifestarse hostiles sin embargo, sin insultar a nadie, debemos decirlo en su favor, sin propasarse a nada?
El derecho de asociación.
Piden también que se fijen de un modo estable las horas de trabajo y que se constituya un gran jurado de amos y obreros que arreglen buenamente las discordias que entre ellos se susciten.
Pues bien, que se forme ese jurado, nosotros también lo pedimos, también lo demandamos en nombre de la libertad, en nombre del orden, en nombre de las familias, en nombre de la pública tranquilidad, en nombre de Barcelona toda.
Que se forme ese jurado, sí, pero no de amos y de operarios solo, sino de doce o quince personas en que estén representadas las clases principales, de doce o quince personas cuyos nombres solos sean una garantía para todos los buenos, para todos los liberales, para todos los que, identificados con los principios santos proclamados por la gloriosa revolución de julio, deseen verdaderamente que la libertad, el orden y el progreso lleguen a establecerse por fin de una manera sólida en nuestro infortunado país.
Que se forme ese jurado, que se busquen para formarlo hombres de talento, de conocimientos, de acrisolado patriotismo, de principios reconocidos, de arraigo en el país, de influjo en el pueblo, de sentimientos puros, leales y nobles, y que se den a ese jurado amplias facultades por parte de los trabajadores lo mismo que por la de los amos, y que ese jurado, en fin, estudie, investigue, indague y obre en vista de los documentos y de las pruebas que se le sometan, según su leal saber y entender le dicten, interín las cortes, como debieran ya haberlo hecho, se ocupan de asunto tan importante y tan vital.
Este es nuestro parecer que francamente emitimos, que sinceramente proponemos, sin segundas miras, sin doble intención, sin más intención ni miras que las de contribuir a la felicidad y al bienestar de los jornaleros hermanos nuestros.
Nos atrevemos a pedir al Escmo. señor capitán general, al Escmo. señor gobernador civil, a la Diputación, al Ayuntamiento, a los trabajadores todos que adopten nuestro proyecto, si lo creen oportuno, como un medio honroso de transacción. Nos atrevemos a pedir a la prensa barcelonesa, nuestra hermana, que apoye nuestro proyecto, si lo juzga útil, y le añada lo que su ilustración sabrá encontrar y nuestra ignorancia no nos ha dejado ver.
Es preciso que esta situación triste y lamentable concluya, es preciso que se calme esa crisis industrial, es preciso que los ánimos se tranquilicen y sosieguen, a fin de que juntos, unidos y compactos podamos acudir contra nuestro enemigo común que es el carlista, que es el absolutista, que es el reaccionario, que es, en fin, todo el que es enemigo de la libertad.
Nosotros proponemos el medio, cumpliendo con nuestra misión de honrados y leales periodistas.
Proponga cada cual el suyo y que el pueblo y las autoridades adopten el mejor, pero que se adopte un pronto, pronto, pronto, antes que aprovechando esos momentos para ellos propicios, se aventuren a dar un golpe de mano nuestros enemigos tan incansables como vigilantes, antes de que un tiro disparado al acaso promueva una colisión, antes de que venga la guerra intestina, la guerra civil, y con la guerra civil la miseria, la desolación, el luto y la desdicha de la un día tan opulenta y hoy tan desgraciada Barcelona.

## Consecuencias
El 7 de septiembre se hizo pública en Madrid una «Exposición presentada por la clase obrera a las Cortes Constituyentes» que estuvo acompañada de una «Alocución a los obreros españoles» para que respaldaran la propuesta en la que se pedía fundamentalmente el reconocimiento del derecho de asociación y se daban instrucciones para la recogida de firmas. Según Manuel Tuñón de Lara, «fue, probablemente, el primer gran movimiento a nivel nacional, que hacía salir a los trabajadores de su casuística local y tomar conciencia de problemas a nivel de clase, en la categoría de lo que hemos convenido llamar objetivos societarios». La «Exposición» fue redactada por Francesc Pi i Margall y fue impresa y difundida en Madrid, Barcelona, Sevilla, Valencia y otras localidades. El gobierno denegó el permiso para que la recogida de firmas culminase con una «reunión de la clase obrera» en Madrid, por lo que la presentación de la «Exposición» con las 33.000 firmas recogidas (22.000 de Cataluña; 4.540 de Sevilla; 1.280 de Alcoy; 1.141 de Navarra; 1.028 de Antequera; 1.000 de Valladolid; 958 de Málaga; 650 de Córdoba; 600 de Madrid; y las restantes de Valencia, de Murcia, de La Coruña, de Santander y de «algunos otros pueblos de menor importancia») se realizó el 29 de diciembre en un acto en el que participaron dos representantes de los obreros de Cataluña, uno de los de Málaga y otro de los de Madrid, junto con el director del El Eco de la Clase Obrera que había lanzado la iniciativa. A continuación entregaron la «Exposición» a una comisión parlamentaria presidida por Pascual Madoz.
En el momento en que se entregó la «Exposición» el Congreso de los Diputados ya llevaba más de dos meses discutiendo el proyecto de ley presentado el 8 de octubre por el ministro de Fomento, Manuel Alonso Martínez, sobre «ejercicio, policía, sociedades, jurisdicción e inspección de la industria manufacturera» que en principio respondía a las promesas hechas por el enviado de Espartero a Barcelona para acabar con la huelga general, pero que dejaba de lado las reivindicaciones obreras más importantes. En el proyecto se sometía «toda sociedad de fabricantes u operarios» a la autorización previa del Gobierno, incluidas las sociedades de socorros mutuos, y se establecía que no podían superar los 500 miembros. En cuanto a los Jurados, éstos no estarían formados por patronos y obreros sino únicamente por «prohombres de la industria». Por otro lado se limitaba a media jornada el trabajo de los niños de ocho a doce años y a diez horas diarias el de los jóvenes «mayores de doce años y que no pasen de dieciocho». Dos delegados de los obreros catalanes pudieron hablar ante la comisión parlamentaria para reivindicar el derecho de asociación. Respondieron al argumento de que «ya estáis asociados… formáis parte de una nación», diciendo: «Esta asociación no garantiza, sin embargo, el valor de nuestras facultades contra las exigencias del capital, ni asegura nuestra vida de hambre». Pero tanto el proyecto de ley como la «Exposición» no llegaron a nada porque en julio de 1856 cayó el gobierno de Espartero y se puso fin a la experiencia del bienio progresista.
Según Tuñón de Lara, durante este periodo se produjo el paso de unas asociaciones obreras donde prevalecía «un simple espíritu mutualista» a otras donde lo característico era «el espíritu de la sociedad de resistencia», «lo que hoy solemos llamar un sindicato». «El objetivo de tipo profesional y el solidario empiezan a ser fundamentales; para lograrlos se tiende ya a una organización de carácter permanente. En torno a esa estructura asociativa, y en parte gracias a ella, se producen ya movimientos en los que participan los no asociados; las huelgas importantes, la campaña de firmas por la "Exposición"…».